# Hypaeus
Hypaeus is een geslacht van spinnen uit de familie springspinnen (Salticidae).

## Soorten
De volgende soorten zijn bij het geslacht ingedeeld:
- Hypaeus annulifer Simon, 1900
- Hypaeus barromachadoi Caporiacco, 1947
- Hypaeus benignus (Peckham & Peckham, 1885)
- Hypaeus concinnus Simon, 1900
- Hypaeus cucullatus Simon, 1900
- Hypaeus duodentatus Crane, 1943
- Hypaeus estebanensis Simon, 1900
- Hypaeus flavipes Simon, 1900
- Hypaeus flemingi Crane, 1943
- Hypaeus frontosus Simon, 1900
- Hypaeus ignicomus Simon, 1900
- Hypaeus luridomaculatus Simon, 1900
- Hypaeus miles Simon, 1900
- Hypaeus mystacalis (Taczanowski, 1878)
- Hypaeus nigrocomosus Simon, 1900
- Hypaeus porcatus (Taczanowski, 1871)
- Hypaeus quadrinotatus Simon, 1900
- Hypaeus taczanowskii (Mello-Leitão, 1948)
- Hypaeus triplagiatus Simon, 1900
- Hypaeus venezuelanus Simon, 1900